# Die Shitlers
Die Shitlers sind eine deutsche Punkband aus Bochum. Musikalisch sind sie dem Subgenre Skatepunk zuzuordnen.

## Geschichte
Gegründet wurde die Band 2011.
2017 erschien das Album This Is Bochum, Not L.A. Es ist das vierte Album der Band – jedoch das Erste, das bei dem Label Weltgast veröffentlicht und von Alex Schwers produziert wurde. Ihre früheren Alben erschienen ohne Label und können kostenlos über Bandcamp heruntergeladen werden. 2018 trennte sich die Band im Streit. 2024 kehrten sie mit einer neuen EP zurück. Von der ursprünglichen Besetzung blieben zwei der drei Mitglieder: Martin Seeliger und Frank. Der ehemalige Schlagzeuger Tristan wurde durch Benni ersetzt.

## Kontroversen
Die Shitlers sind dafür bekannt, in ihren Texten andere Punkbands anzugreifen und sich über diese lustig zu machen – etwa über Adam Angst oder Turbostaat. In der EP Punk kritisieren sie im gleichnamigen Song den Frontsänger der Kassierer, Wolfgang Wendland, für seine Aussagen zur Atomkraft sowie seine Ablehnung des Genderns.
Des Weiteren fallen sie immer wieder dadurch auf, dass sie bei Auftritten stark alkoholisiert sind und sich im Backstage-Bereich unangemessen verhalten.

## Diskografie

### Alben
- 2013: Früher haben die Nazis Power gemacht, heute machen wir Power
- 2013: Gold – Ihre Groessten Erfolge
- 2014: Drei Legenden versuchen jetzt, Deutschland zu ficken
- 2017: This Is Bochum Not L.A.

### EPs
- 2014: Fuck The Capital This Is Fuer Bochum (mit 84breakdown)
- 2015: Martin / Eine Soße (mit King Veganismus One & Dr. Alsan)
- 2024: Punk

### Singles
- 2017: Misch dat Bier (mit Gin Tonic)